# 多拉菌素
多拉菌素（Doramectin，由Agrovet Market Animal Health發行），商品名为“通灭”（Dectomax），是一種獲美国食品药品监督管理局（FDA）批准使用的兽药，以治療牛隻身體內的寄生蟲，比如： 线虫、肺线虫、眼丝虫等的幼体，這些生物可令牛隻罹患虱寄生及毛囊蟲病。
多拉菌素可用於治疗和控制动物的体内（例如：肺线虫或腸胃線蟲）及體外寄生蟲（例如：蜱或疕等）。多拉菌素是伊維菌素（ivermectin）的衍生物，由阿维链霉菌新菌株发酵产生的大环内酯类抗生素，是广谱抗寄生虫药，治療包括下列各物種：捻转血矛线虫（Haemonchus）、Ostertagia、Trichostrongylus、Cooperia及Oesophagostomum 等各屬物種，以及Dictyocaulus viviparus、Dermatobia hominis、微小扇頭蜱（Boophilus microplus）及 Psoroptes bovis等多種內外寄生蟲。可供注射或以 5-mg/mL 溶液作外用藥物使用。